# Sturgeon Lake, norra Kenora District
Sturgeon Lake är en sjö i Kanada.   Den ligger i Kenora District och provinsen Ontario, i den östra delen av landet, 1 500 km nordväst om huvudstaden Ottawa. Sturgeon Lake ligger 89 meter över havet. Arean är 13,1 kvadratkilometer. Den sträcker sig 10,8 kilometer i nord-sydlig riktning, och 19,2 kilometer i öst-västlig riktning.
Trakten runt Sturgeon Lake består huvudsakligen av våtmarker. Trakten runt Sturgeon Lake är nära nog obefolkad, med mindre än två invånare per kvadratkilometer.